# Sinisierung
Sinisierung bezeichnet das Anpassen an den chinesischen Charakter, die Gegebenheiten und Erfordernisse Chinas, dass etwas an chinesische Verhältnisse angepasst, auf sie zugeschnitten wird. Als Sinisierung wird manchmal auch die Annahme bezeichnet, dass alle nicht-Hàn-Völker auf dem Gebiet Chinas von der hàn-chinesischen Kultur assimiliert werden, weil die hàn-chinesische Kultur auf jeden Eroberer (darunter Mongolen und Mandschuren) eine derartige Anziehungskraft ausübe, dass diese sich mehr oder weniger an die Kultur der Hàn anpassen würden. Der Begriff und seine Anwendung sind umstritten.

## Beispiele

### »Sinisierung des Buddhismus«
Die »Anpassung des Buddhismus an chinesisches Denken und an chinesische Sitte« wird auch als Sinisierung des Buddhismus bezeichnet. Trotz jahrhundertelanger Bemühungen in dieser Richtung galt der Buddhismus noch zur Zeit seiner Hochblüte in China während der Táng-Dynastie bei vielen Chinesen, besonders bei den konfuzianischen Intellektuellen, als eine fremde, ausländische Religion.
Siehe auch: Buddhismus in China

### »Sinisierung des Marxismus«
Der Kommunistischen Partei Chinas bzw. Máo Zédōng wird eine »Sinisierung des Marxismus« als Strategie und Theorie zugeschrieben, auch »Maoismus« genannt. In seinen einflussreichen Artikeln »Über die Praxis« und »Über den Widerspruch« übernahm er Textstellen aus Werken von Mark Borisowitsch Mitin und von M. Schirokow über den Marxismus-Leninismus, die ihm in Übersetzungen vorlagen.
Máo erwähnte den Begriff erstmals im Oktober 1938. Sein Anspruch, den Marxismus »sinisiert« zu haben, beruhte eher auf seiner Fähigkeit, eingefahrene Grundsätze auf China anzuwenden, als auf der Erarbeitung völlig neuer Konzeptionen. Wichtige Elemente waren die Bedeutung der Bauernschaft, die Rolle des langwierigen bewaffneten Kampfes in der Revolution und der strategische Plan des Einkreisens der Städte vom Lande her. Einige Elemente sprengten die Grenzen des Marxismus, wie in Lenin und auch Stalin verstanden hatten: die Konzeption der »Massenlinie« von 1943 und die Theorie der »Neuen Demokratie« sowie der »demokratischen Diktatur des Volkes« nach 1949. Die sowjetische Führung beobachtete die Entwicklung mit Interesse und Skepsis.
Die »Sinisierung des Marxismus« wird von Akademikern in China heute auch als Prozess der Verschmelzung des Marxismus mit der traditionellen chinesischen Kultur aufgefasst. Bei der »ersten Sinisierung des Marxismus« von Máo Zédong ging es um die Frage, wie in einer halbfeudalen, halbkolonialen Gesellschaft eine proletarische Revolution durchgeführt werden kann. Die »zweite Sinisierung des Marxismus« war die Abschüttelung des sowjetischen Modells bis hin zur »sozialistischen Modernisierung« auf Grundlage der chinesischen Realitäten von Dèng Xiǎopíng und der »Modernisierung des Überbaus« von Xí Jìnpíng.
Nele Noesselt hingegen bezeichnet nur die Formulierung der Máo-Zédōng-Ideen als »Sinisierung des Marxismus« und interpretiert die Theorien von Dèng Xiǎoping, Jiang Zémín und Hú Jintao als eine zunächst effizienzorientierte, später auch auf sozialen Ausgleich bedachte »pragmatische Ausgestaltung« der Ideologie.

## Kritik
Marc André Matten hält fest, dass der Begriff »Sinisierung« nahelegt, dass das Chinesische an sich über Jahrhunderte unverändert bleibt, was angesichts der weitreichenden kulturellen Kontakte Chinas mit Süd- und Westasien sowie seit der Ming-Dynastie mit Europa nicht zutrifft.
Karl August Wittfogel und Feng Chia-sheng (馮家昇) legen in ihrem Werk über die Kitan (Liáo-Dynastie) dar, dass dem Konzept der Sinisierung das einer »gesellschaftlichen und kulturellen Symbiose« vorzuziehen ist.
Der Historiker und Sinologe Peter Bol weist darauf hin, dass auch beim Beispiel der Jurchen (Jīn-Dynastie) der Begriff der »Sinisierung« unpassend ist, da die Übernahme chinesischer Institutionen nicht bedeutet, dass aus den Jurchen bzw. Mandschuren Chinesen werden. Anders als die Sinisierungsthese behauptet, stehen Identität und Macht in einem komplexen Verhältnis zueinander.
Der Sinologe Thomas Zimmer schreibt im Zusammenhang der Einordnung der Mongolen als Yuán-Dynastie »in die lange Kette der chinesischen Dynastien«:
Der chinesischen Kultur ist etwas zu Eigen, das die moderne Politikwissenschaft mit dem Begriff »soft power« umschreibt und das – einmal ganz banal ausgedrückt – (…) vor allem in der Tatsache besteht, sich dem Fremden nie vollständig auszusetzen, sondern sich fremde Dinge in einem umständlichen Prozess so »anzueignen«, dass es später so wirkt, als seien sie nicht mehr fremd, sondern etwas ganz und gar Eigenes. Der in der Chinawissenschaft früher vor allem benutzte Begriff der »Sinisierung« ist von der Sache her gesehen zwar richtig, klingt aber zu aktiv und fordernd, ja, fast könnte man sagen »missionarisch« und erschöpft sich ebenfalls sehr schnell im Äußerlichen.
Die Historikerin und Sinologin Evelyn S. Rawsky ist eine bekannte Kritikerin der Vorstellung von der »Sinisierung« der Qīng-Herrscher, das heißt dass die Qīng-Herrscher China erfolgreich beherrschen konnten, weil sie »sinisiert« wurden. Dies sei eine von chinesischen Nationalisten des 20. Jahrhunderts vertretene These. Die Qīng hätten vielmehr ihre Identität bewahrt, eine Regierungsweise implementiert, die sich von jener der Hàn-Chinesen unterschied, und sich erfolgreich die Unterstützung anderer Völker wie der Mongolen gesichert.
Der Historiker Gé Zhàoguāng (葛兆光) schreibt, dass bei der These der »Sinisierungsthese« unzutreffender Weise immer von einem einseitigen Einfluss der hàn-chinesischen Kultur auf die Kulturen anderer Völker ausgegangen wird. Sie sei so wie die These von der »Kolonisierung« anderer Völker durch China teilweise gerechtfertigt und teilweise ungerechtfertigt bzw. überarbeitungsbedürftig.